# 彼得·科斯格罗夫
彼得·約翰·科斯格罗夫爵士，AK，CVO，MC（英語：Sir Peter John Cosgrove，1947年7月28日—），澳大利亚退役军官、前任澳大利亚总督。

## 生平
1947年科斯格罗夫生于悉尼。1965年科斯格罗夫入伍澳大利亚陆军，毕业于澳洲皇家军事学院。科斯格罗夫在越南战争中屡建战功，1971年获軍功十字勳章，1980年获国家勋章，80年代中期升任皇家澳洲师第一營營長。
1999年，时任少将的科斯格罗夫受命指挥东帝汶国际维和部队，成功保证东帝汶独立过程中的平稳过渡，赢得极高的国内和国际声誉。在东帝汶维和行动结束、军控權成功转交联合国部队后，科斯格罗夫升任中将并担任澳大利亚陆军司令，2002年升任上将并担任澳大利亞國防軍總長，至2005年退役。2006年科斯格罗夫受昆士兰政府委托担任2006年昆士兰风灾灾后重建總指揮官。

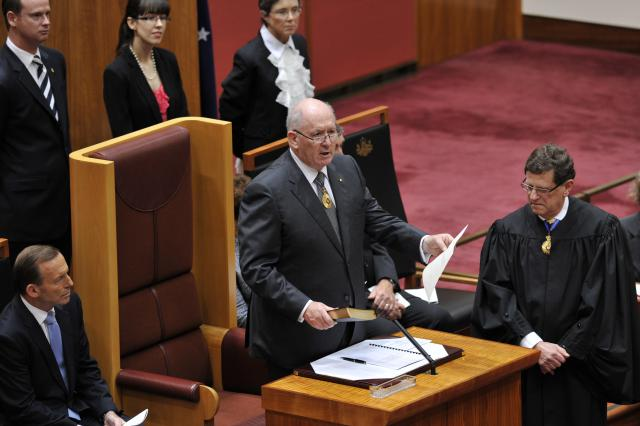
宣誓就任總督

在時任總理東尼·艾伯特向伊莉沙白二世女王推薦下，於2014年3月28日，科斯格罗夫宣誓，成為第26任澳大利亚总督，而因三日前在總理向女王提出，總督自動獲得騎士爵位的建議獲接納，他在宣誓成為總督同時自動受封爵级勳位。
在擔任總督近5年後，原本科斯格罗夫計劃於2019年3月卸任退休，但為免交接日期與新南威爾士州和全國大選撞期，在總理斯科特·莫里遜向女王建議下，在2018年12月宣布科斯格罗夫延至2019年6月28日卸任總督，由新南威爾士總督大衛·赫利接任。惟他最終於7月1日才卸任，隨後獲女王封為皇家維多利亞勳章司令。
2023年，因應澳洲的聯邦總督和各州總督皆赴倫敦出席查爾斯三世和卡蜜拉王后加冕禮而未能視事，科斯格罗夫獲委任為行政官行使總督職務，任期為4月30日至5月10日。